# Victoria Cross and George Cross Association
La Victoria Cross and George Cross Association est une association composée des récipiendaires de la croix de Victoria, la plus haute distinction militaire pour bravoure, et son équivalent civil, la croix de George.

## Historique

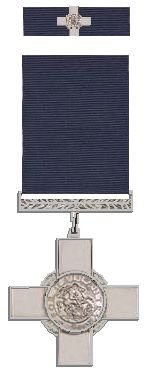
Croix de George.

## Organisation
William Lummis MC était le chapelain de l'association, en raison de son travail de recherche sur les récipiendaires de la croix de Victoria.